# Atlantischer Nachthai
Der Atlantische Nachthai (Carcharhinus signatus), oft auch nur als Nachthai bezeichnet, ist eine Art der Gattung Carcharhinus innerhalb der Requiemhaie (Carcharhinidae). Das Verbreitungsgebiet dieser Art umfasst mehrere voneinander isolierte Gebiete im Atlantik vor den Küsten Nord- und Südamerikas sowie Westafrikas.

## Aussehen und Merkmale
Der Atlantische Nachthai ist ein mittelgroßer Hai mit einer Maximallänge von etwa 280 Zentimetern. Er hat eine graue Rückenfärbung ohne auffällige Zeichnung oder Markierungen, gelegentlich kann eine schwarze Punktierung vorkommen. Der Bauch ist weiß und ungezeichnet.
Er besitzt eine Afterflosse und zwei Rückenflossen. Die erste Rückenflosse ist klein und dreieckig, sie beginnt auf der Höhe der freien Enden der Brustflossen. Auch die zweite Rückenflosse ist klein ausgebildet, besitzt allerdings ein relativ langes freies Ende. Ein Interdorsalkamm ist vorhanden. Die Schnauze ist lang und sehr spitz, von unten betrachtet fast V-förmig. Die Augen sind im Gegensatz zu allen anderen Arten der Gattung auffällig grün gefärbt. Wie alle Arten der Gattung besitzen die Tiere fünf Kiemenspalten und haben kein Spritzloch.

## Lebensweise

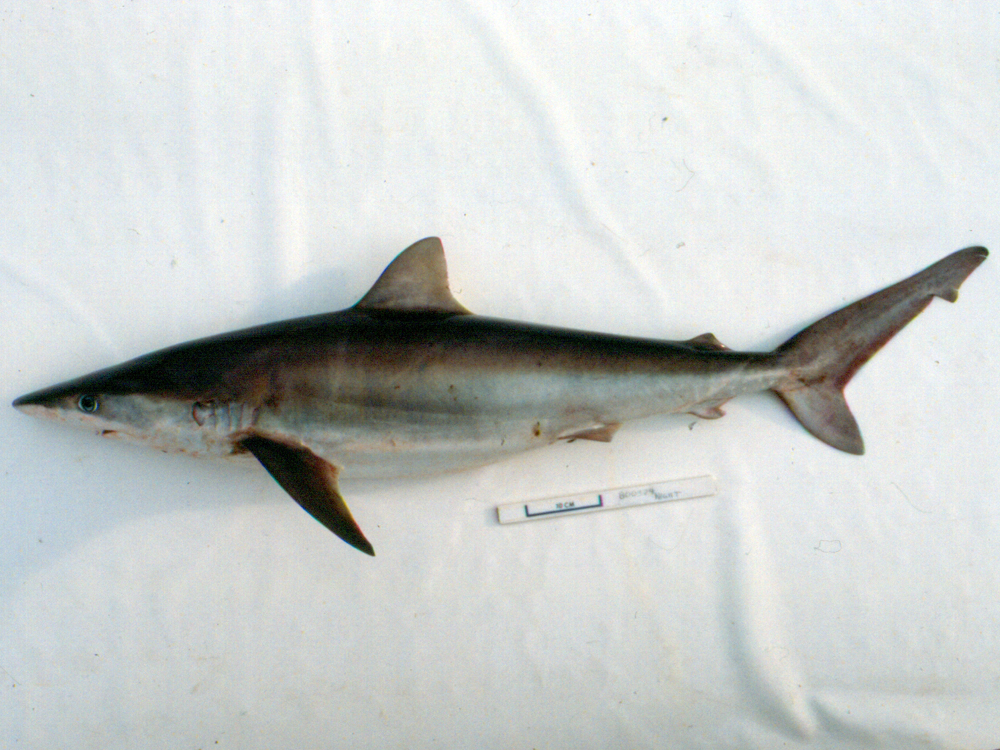
Atlantischer Nachthai

Der Atlantische Nachthai lebt in Küstennähe über dem Kontinentalsockel und am Kontinentalabhang in Tiefen von 50 bis 100, selten auch bis über 600 Metern Tiefe. Er bildet größere Gruppen (Schulen) und wird vor allem nachts angetroffen und gefangen, wodurch er seinen Namen bekam. Der Hai ist sehr aktiv, zudem sind saisonale Wanderungen der Tiere bekannt. Er ernährt sich räuberisch vor allem von kleinen Knochenfische und Krebstieren.
Er ist wie andere Arten der Gattung lebendgebärend und bildet eine Dottersack-Plazenta aus (plazental vivipar). Das Weibchen bringt durchschnittlich 4 bis 18 Junghaie im Freiwasser zur Welt, diese haben eine Größe von etwa 60 bis 70 Zentimeter.

## Verbreitung

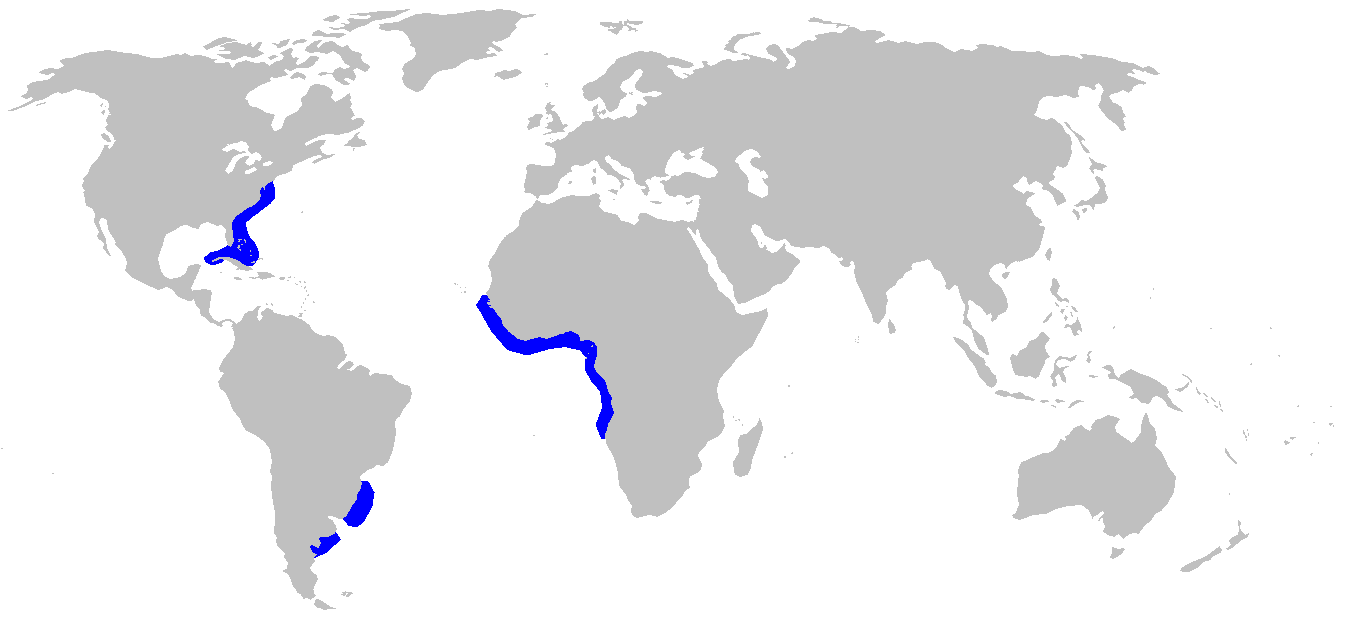
Verbreitungsgebiete des Atlantischen Nachthais

Das Verbreitungsgebiet dieser Art umfasst mehrere voneinander isolierte Gebiete im Atlantik vor den Küsten Nord- und Südamerikas sowie Westafrikas. Dabei findet er sich im westlichen Atlantik von Delaware bis Florida sowie um die Bahamas und Kuba. Das südamerikanische Verbreitungsgebiet liegt vor dem südlichen Brasilien und Argentinien. Im östlichen Atlantik umfasst das Gebiet die Küstengebiete vor dem Senegal, vor Côte d’Ivoire, Ghana, Zaire und Angola.

## Systematik
Gemeinsam mit einigen weiteren Arten wurde der Atlantische Nachthai bis vor wenigen Jahren in eine eigene Gattung Nachthaie (Hypoprion) gestellt. Zu diesen Arten gehörten der Pondicherryhai (C. hemiodon) und der Hartnasenhai (C. macloti); für den Glattzahn-Schwarzspitzenhai (C. leiodon) wurde eine Zugehörigkeit aufgrund der Zahnform diskutiert.